# Zrinko Tutić
Zrinko Tutić (Banja Luka, 2. ožujka 1955.) hrvatski je i bosanskohercegovački kantautor zabavne glazbe.

## Životopis
Rođen je u Banjoj Luci, a značajniju glazbenu karijeru započinje u Zagrebu. Bio je član pop sastava «Selekcija» u kojoj potpisuje skladbe kao autor glazbe, stihova i aranžmana. Krajem 1973. godine diskografska kuća "Jugoton" objavljuje singlicu s pjesmama «Stari kovači» i «Magle». Kao skladatelj prvi put se pojavljuje na Zagrebačkom festivalu 1974., kad Ksenija Erker pjeva njegovu pjesmu «Doći će dan», a kao kantautor pojavljuje se prvi put 1977. sa skladbom «Nepoznata, tako ću te zvati». Od 1977. do 1980. godine napisao je više od sto pjesama za djecu, što je okrunio televizijskim mjuziklom «Bajka o maslačku» na stihove Sunčane Škrinjarić te glazbom za TV seriju «Marko Marulić».
Na Zagrebfestu 1981. pojavljuje se s pjesmom «Doris» što je bio početak niza od četiri kantautorska albuma («Doris», «Plavi leptir», «Pola jabuke», «Zrinko Tutić»), zaključno s 1985. godinom. 1997. godine objavljuje i dvostruki kompilacijski album «Dnevne temperature» s odabranim pjesmama s kantautorskih albuma.
Tri puta njegove pjesme predstavljaju Jugoslaviju i Hrvatsku na Eurosongu. Prvi put je to u Bergenu 1986. s pjesmom «Željo moja» u izvedbi Doris Dragović (11. mjesto). Nakon toga u Zagrebu 1990. Tajči izvodi «Hajde da ludujemo» (7. mjesto), a 1996. Tutić u Oslo odlazi s pjesmom «Sveta ljubav», koju je pjevala Maja Blagdan (4. mjesto).
Godine 1991. piše «Moju domovinu», te kao autor i producent potpisuje još osam projekata Hrvatskog Band Aida («Za djecu Hrvatske», «Kad bi svi»…). Autor je glazbe za pet dugometražnih filmova: «Zlatne godine», «Putovanje tamnom polutkom», «Nausikaja», «Kad mrtvi zapjevaju» «Garcia». Za «Putovanje tamnom polutkom» 1995. i «Kad mrtvi zapjevaju» 1998., na Pulskom filmskom festivalu dobiva Zlatne arene. Do 2000. godine autor je televizijskog glazbenog identiteta (najave) Hrvatske radio televizije. Autor je zvučnog identiteta Europskog prvenstva rukometaša održana u Zagrebu i Rijeci 2000. godine. Kao producent potpisuje više od 30 visokotiražnih albuma, a njegove pjesme pjevaju: Severina Vučković, Maja Blagdan, Massimo, Doris Dragović, Ivan Mikulić, Željko Bebek, Davor Radolfi, Neda Ukraden, Mišo Kovač, "Novi fosili", Sanja Doležal, Matteo, Tereza Kesovija, Tajči. Vlasnik je i glavni producent tvrtke Tutico, izdavačke kuće i koncertne agencije koja postoji od 1992. godine.
Osnivač je i član Upravnog odbora hrvatske diskografske nagrade "Porin", od 2000. do 2004. bio je predsjednik Nadzornog odbora Hrvatske diskografske udruge. Od 2004. bio je glavni tajnik i direktor nagrada Instituta hrvatske glazbe. 
Dobitnik je odličja Reda Danice hrvatske s likom Marka Marulića za osobite zasluge u kulturi (1995. i 1996.), Porina za životno djelo 2017., nagrade Milivoj Körbler 2019. za cjelokupno umjetničko djelovanje i nagrade Nova ploča za 2023. godinu, godišnje nagrade koju dodjeljuje Hrvatska diskografska udruga za izuzetan doprinos te promicanje značaja hrvatske glazbene industrije, te bitan i prepoznatljiv uspjeh u ostvarivanju ciljeva Hrvatske diskografske udruge.
Živi u Zagrebu.

## Festivali
- "U tebi je nešto" - Zagrebfest 1979.
- "Doris" - Zagrebfest 1981.

## Albumi
- 1981. - Doris
- 1982. - Plavi leptir
- 1984. - Pola jabuke
- 1985. - Zrinko Tutić
- 1997. - Dnevne temperature (best of)
- 2008. - Gold Collection

## Ostalo
- | Dobitnici Porina za životno djelo                                                                                                                                                                                                                                                                                                                                                                                                                                                                                                                                                                                                                                                                                                                                                                                                                                                                                                                                                                                                                                                                                                                                                                                                                                                                                                                                                                                                                                                                                                                                                                                                                                                                                                                                                                                                                                                                                                                                                                                                                                                                                                                                                                                                                                                          | Dobitnici Porina za životno djelo |
| --- | --------------------------------- |
| |                                   |
| Nikša Bareza (2008.) • Dražen Boić (posmrtno, 2013. ) • Drago Britvić (2006.) • Željko Brkanović (2014.) • Vinko Coce (posmrtno, 2014.) • Emil Cossetto (2004.) • Croatia Records (2007.) • Arsen Dedić (1999.) • Veljko Despot (2013.) • Valter Dešpalj (2014.) • Dubravko Detoni (2007.) • Drago Diklić (2011.) • Mato Došen (2010.) • Rajko Dujmić (2013. ) • Dino Dvornik (2009.) • Nikša Gligo (2015.) • Pero Gotovac (2000.) • Milan Horvat (2005.) • Đelo Jusić (2007.) • Alfi Kabiljo (2004.) • Nikica Kalogjera (2001.) • Stipica Kalogjera (2010.) • Milko Kelemen (1998.) • Tereza Kesovija (2009.) • Josip Klima (2011.) • Anđelko Klobučar (2002.) • Mišo Kovač (2012.) • Vladimir Kranjčević (2013.) • Miroslav Križić (posmrtno, 2014.) • Vladimir Krpan (2001.) • Ljubo Kuntarić (2009.) • Kvartet 4M (1995.) • Ansambl narodnih plesova i pjesama Hrvatske LADO (2002.) • Dubravko Majnarić (2014.) • Anton Marti (1994.) • Branko Mihaljević (2005.) • Stjepan Mihaljinec (2012.) • Miroslav Miletić (2009.) • Drago Mlinarec (2005.) • Tomislav Neralić (2006.) • Gabi Novak (2006.) • Đorđe Novković (1996.) • Boško Petrović (2003.) • Julije Njikoš (2010.) • Krešimir Oblak (posmrtno, 2014.) • Frano Parać (2015.) • Ruža Pospiš Baldani (2003.) • Anđela Potočnik (posmrtno, 2013. ) • Božo Potočnik (2005.) • Miljenko Prohaska (1995.) • Ivo Robić (1997.) • Zdenko Runjić (1998.) • Stanko Selak (2013. ) • Stjepan Jimmy Stanić (2013. ) • Ljubo Stipišić (2006.) • Siniša Škarica (2002.) • Zvonko Špišić (2008.) • Vjekoslav Šutej (posmrtno, 2010.) • Radojka Šverko (2014.) • Time (2012.) • Nenad Turkalj (2004.) • Dunja Vejzović (1999.) • Radovan Vlatković (2012.) • Dražen Vrdoljak (2003.) • Vice Vukov (2000.) • Zagrebački kvartet (2000.) • Zagrebački solisti (1994.)• Hrvoje Hegedušić (2016.) • Davorin Kempf (2016.) • Zrinko Tutić (2017.) • Zoran Juranić (2017.) • Klapa Lučica (2017.) • Oliver Dragojević (2018.) • Jakša Fiamengo (2018.) • Pavica Gvozdić (2018.) • Silvije Glojnarić (2019.) • Ibrica Jusić (2019.) • Paolo Sfeci (2019.) • Josipa Lisac (2020.) • Tomislav Uhlik (2020.) • Krunoslav Slabinac (postumno) (2021.) • Zdenka Kovačiček (2021.) • Silvio Foretić (2021.) • Jura Stublić (2022.) • Vera Svoboda (2022.) |                                   |
| |                                   |
| Porin • Hrvatska diskografska udruga • Hrvatsko društvo skladatelja • Diskografija |                                   |